# Тишівниця
Тишівни́ця — село в Україні, у Стрийському районі Львівської області. Населення становить 115 осіб. Орган місцевого самоврядування — Сколівська міська рада.

## Назва
У 1989 р. назву села Тишивниця було змінено на одну літеру.

## Пам'ятки
Біля села розташований скельний масив — Княжі скелі. 

## Розклад руху приміських поїздів по зупинці Нижнє-Синьовидне
| Назва поїзда                 | Відправлення |
| ---------------------------- | ------------ |
| Лавочне - Львів              | 06:56        |
| Львів - Мукачево             | 11:25        |
| Чоп - Львів                  | 11:47        |
| Стрий - Лавочне (по неділях) | 13:59        |
| Мукачево - Львів             | 14:37        |
| Львів - Чоп                  | 16:36        |
| Лавочне - Стрий (по неділях) | 16:47        |
| Мукачево - Стрий             | 18:29        |
| Львів - Мукачево             | 20:10        |
| Львів - Лавочне              | 20:55        |

## Населення
Згідно з переписом УРСР 1989 року чисельність наявного населення села становила 132 особи, з яких 60 чоловіків та 72 жінки.
За переписом населення України 2001 року в селі мешкало 114 осіб.

### Мова
Розподіл населення за рідною мовою за даними перепису 2001 року:
| Мова       | Відсоток |
| ---------- | -------- |
| українська | 99,13 %  |
| російська  | 0,87 %   |

## Цікаві місця

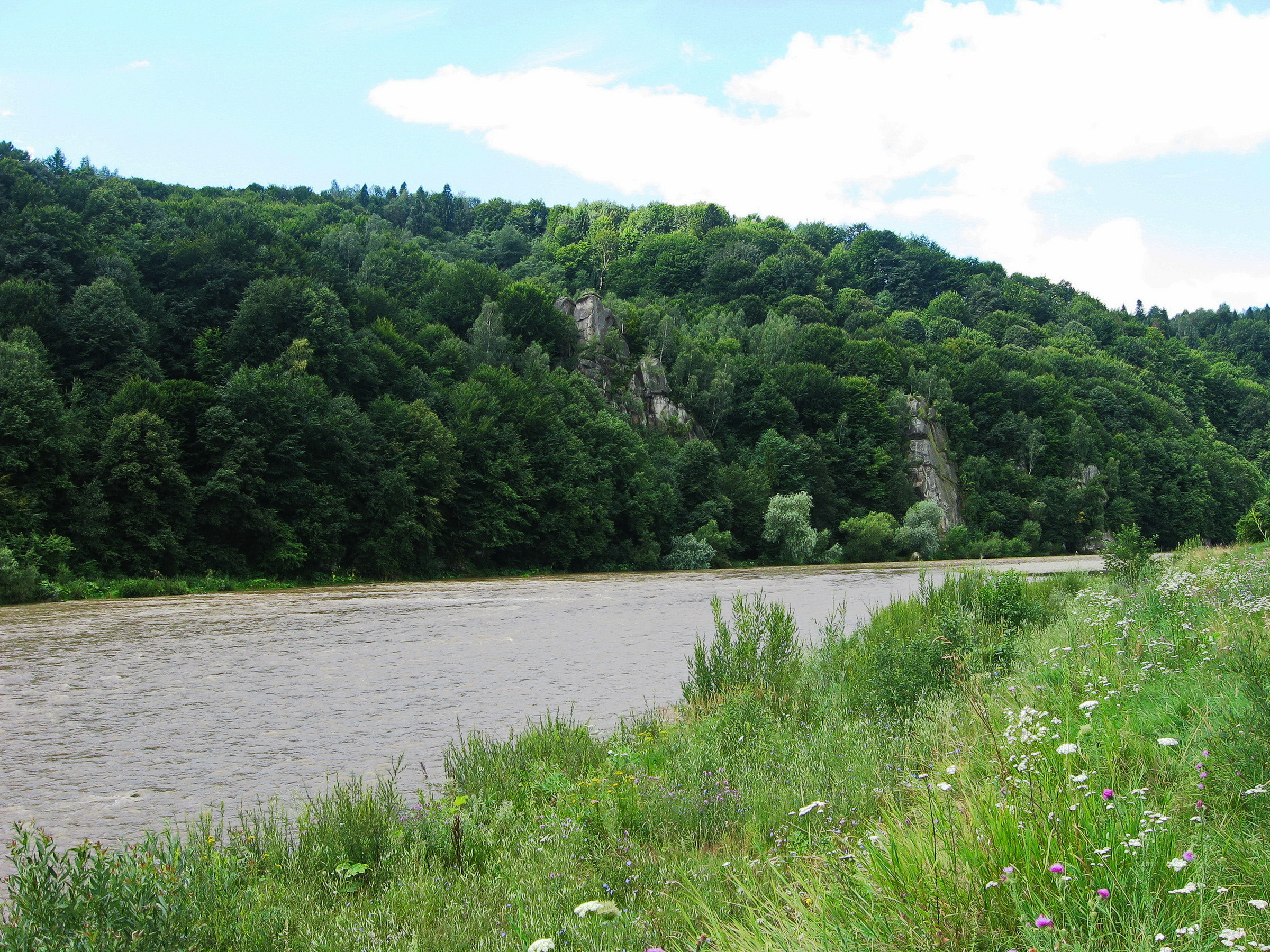
Княжі скелі над р. Стрий

Княжі скелі - місце на березі річки Стрий, популярне місце відпочинку.